# Julio Sosa
Julio María Sosa Venturini (Las Piedras, Uruguay, 2 de febrero de 1926 – Buenos Aires, Argentina, 26 de noviembre de 1964), fue un cantante y compositor de tango uruguayo que alcanzó la fama en las décadas de 1950 y 1960, fue uno de los mayores íconos del género, apodado «El varón del tango».

## Biografía
Nació en una familia humilde, hijo de Luciano Sosa, peón de campo, y Ana María Venturini, lavandera. En su juventud, a causa de la pobreza, ejerció varios empleos informales (conocidos como "changas"). En 1942 se casó, con su novia Aída Acosta con sólo 16 años, se separó tres años más tarde.

## Carrera musical
Sus comienzos profesionales fueron como vocalista en la orquesta de Carlos Gilardoni en la ciudad de La Paz. Se trasladó a Montevideo para cantar con las orquestas de Hugo Di Carlo, Epifanio Chaín, Edelmiro D'Amario y Luis Caruso. Con esta última, llegó al disco, donde dejó cinco interpretaciones para el sello Sondor en 1948.
Se fue a Buenos Aires en junio de 1949. Llegó a triunfar en el Río de la Plata, es considerado uno de los cantores de tango más importantes de la segunda mitad del siglo XX.
Durante sus 15 años de trayectoria en Argentina, fue cantor de tres orquestas. La primera, Francini-Pontier (1949-1953), con la que realizó 15 grabaciones en RCA Victor, entre ellas Por seguidora y por fiel, Dicen que dicen, Viejo smoking y El hijo triste (única grabación a dúo de su discografía, junto a Alberto Podestá); la segunda, la de Francisco Rotundo (1953-1955), con el que grabó 12 temas en el sello Pampa, entre ellos Justo el 31, Mala suerte, Secreto, Yo soy aquel muchacho y Bien bohemio; y la tercera, la de Armando Pontier (1955-1960), ya desvinculado de Francini. En esta etapa, grabó 33 registros, 8 de ellos para RCA Victor (1955-1957); 23 en CBS Columbia (1957-1960). Algunos temas destacados son: Tiempos viejos, Araca París, Cambalache, Al mundo le falta un tornillo, Padrino pelao, Tengo miedo, Margo, El rosal de los cerros, Brindis de sangre y Azabache. A comienzos de 1960, desvinculado de la orquesta de Armando Pontier y decidido a encarar la etapa solista, convocó al bandoneonista Leopoldo Federico como marco instrumental para sus interpretaciones. Con la orquesta de Federico comienza un ciclo de destacadas grabaciones, confirmando su gran éxito y aceptación del público. Versiones de los tangos Nada, Qué falta que me hacés, En esta tarde gris y su recitado de La cumparsita sobre versos del poeta Celedonio Flores (grabado en dos ocasiones: 1961 y 1964) son algunos de los grandes sucesos de este período. En 1962, acompañado por el conjunto de guitarras dirigido por Héctor Arbelo, grabó para la discográfica Columbia doce piezas de música criolla. Con la orquesta de Leopoldo Federico permanecerá hasta su muerte.

La única película en la que participó fue Buenas noches, Buenos Aires, filme musical dirigido en 1964 por Hugo del Carril. Fue bautizado por el periodista Ricardo Gaspari como «El Varón del Tango», así se tituló su primer disco de larga duración. Leopoldo Federico hizo que el cantor se volviera famoso a través de sus composiciones.

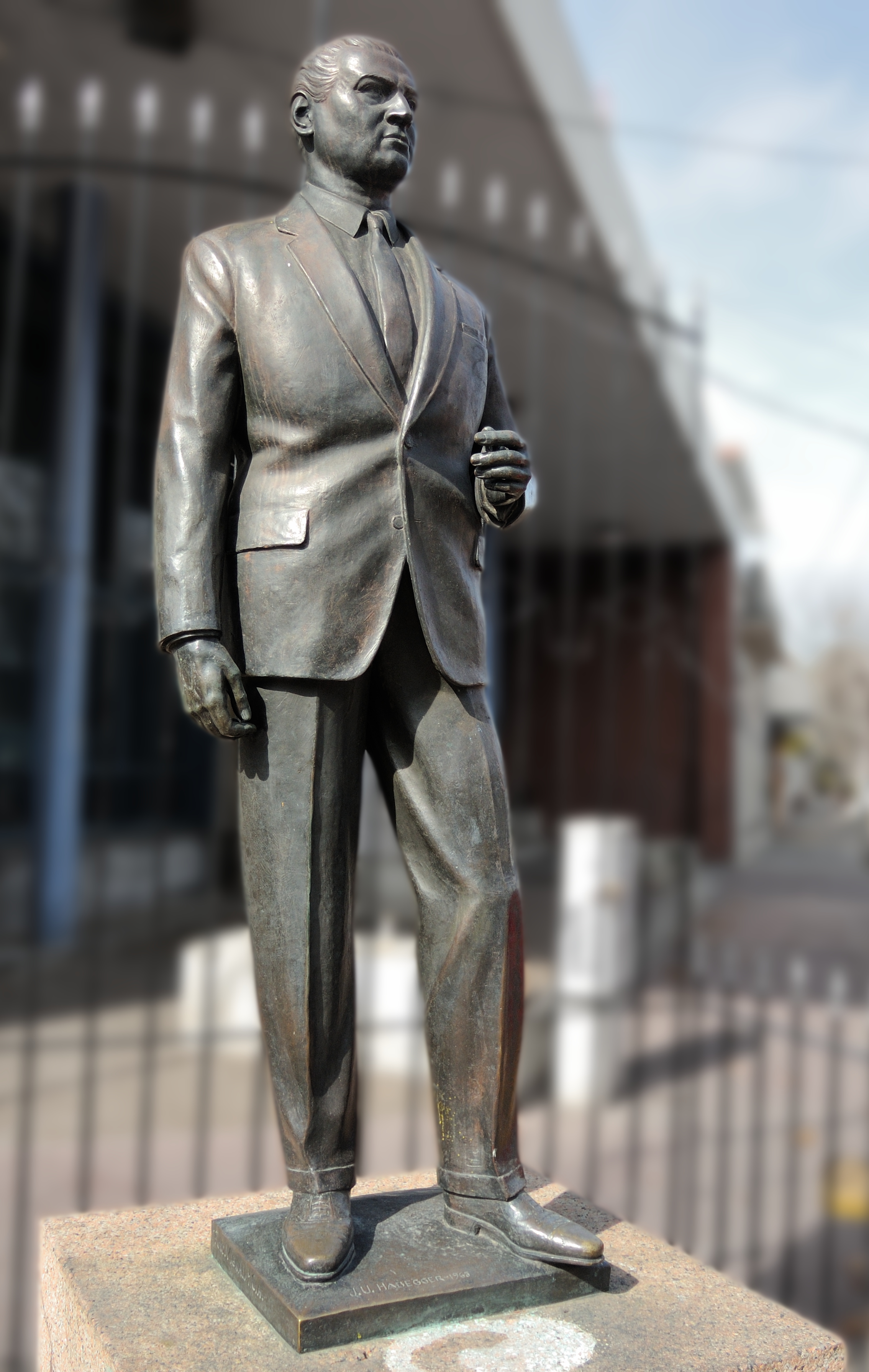
Monumento a Julio Sosa en su ciudad natal de Las Piedras, Uruguay. Obra de Habegger, 1963.

## Vida privada

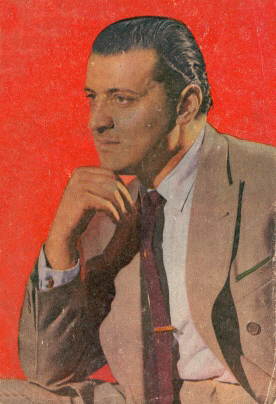
Fotografía del cantante uruguayo Julio Sosa, extraída de la portada del libro "Dos horas antes del alba".

En 1958 se casó con Nora Edith Ulfeldt, con quien tuvo una hija, Ana María, se divorció poco después y se puso en pareja con Susana "Beba" Merighi. En 1960 escribió su único libro, Dos horas antes del alba.

## Muerte

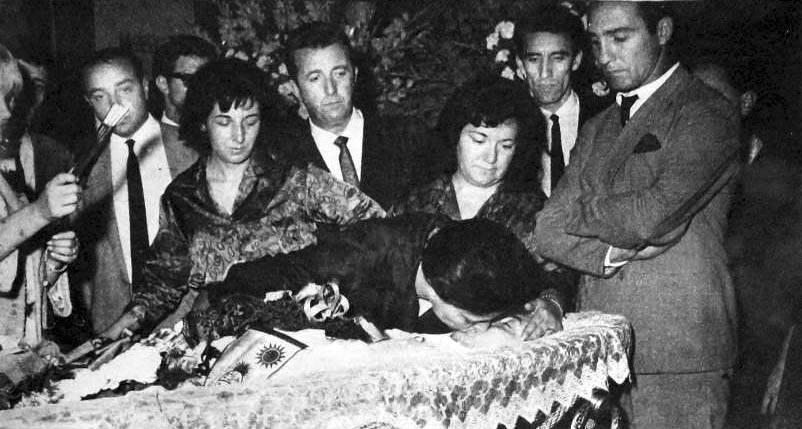
Recorte fotográfico de la Revista Así en el velatorio de Julio Sosa.

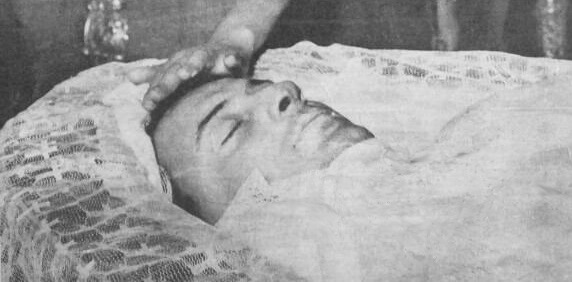
Recorte fotográfico de la Revista Así en el velatorio de Julio Sosa.

Camino de Villa del Parque, al volante de un DKW Fissore rojo, chocó a considerable velocidad contra el semáforo de Avenida Figueroa Alcorta y Mariscal Castilla (ciudad de Buenos Aires) la madrugada del miércoles 25 de noviembre de 1964. El auto pasó sobre el monolito que resguardaba el semáforo (que quedó quebrado) y se detuvo contra el Arzobispado Ortodoxo, a 50 metros. El conductor, único ocupante, quedó aprisionado. 
Fue internado en el Hospital Fernández y trasladado al Sanatorio Anchorena. Tenía hundimiento de cuatro costillas, lesión grave en el pulmón izquierdo y conmoción cerebral. Por la tarde, fue operado dos veces para liberar un pulmón de la presión de dos costillas, pero falleció a las 9:30 del día 26.
Su esposa, Susana Merighi, afirmó tiempo después que el coche había sido embestido por otro antes de chocar con el semáforo, dicha declaración tuvo como base un peritaje mecánico y dio lugar a un nuevo sumario caratulado comohomicidio culposo. Los escasos testigos afirmaron que el vehículo en el que viajaba el cantante intentó esquivar un camión de combustible.
El sepelio se realizó primero en el Salón La Argentina, pero la cantidad de público hizo que se lo trasladara al Luna Park, de donde el cortejo partió a las 16 del 27 a pie por Avenida Corrientes para llegar a Chacarita a las 22.10 bajo una lluvia torrencial. Los efectivos policiales tuvieron que impedir la entrada del tumultuoso público a quien arrojaron bombas de gases. Ya cerrado, tuvieron que enterrarlo en la mañana del 28.
Horas antes del accidente había participado en un programa por LR4 Radio Splendid donde interpretó el tango "La gayola", que en su última estrofa dice:

Estoy contento que la dicha a vos te sobre, voy al campo a laburarla, juntaré unos cuantos cobres pa' que no me falten flores cuando este dentro del cajón.

Sobre su muerte, el periodista Eduardo Rafael escribió en el semanario El Equipo: 

Su muerte fue tremenda y llena de matices de leyenda: era una cena de despedida. Sosa jamás cantaba en reuniones. Pero esa noche sí. Y cantó tristes tangos que casi no se le conocían. Y él, que tenía una dicción perfecta tuvo que cantar nueve veces «Aquel tapado de armiño» porque no podía pronunciar «te lo pude al fin comprar». Estuvo sorprendentemente cariñoso con sus compañeros: «Ustedes son mi familia». (...) A los cinco minutos, ya solo en su coche, enfiló por la ancha avenida, exactamente sobre la línea demarcatoria. Un vigilante vio que se acercaba a 120 por hora a la baliza. Derecho, en línea recta. Hacia la muerte.
Eduardo Rafael, «Varón, pa' quererte mucho».

Fue enterrado en el Cementerio de la Chacarita.
En 1987, sus restos fueron repatriados a Uruguay, descansando desde entonces en el Cementerio de Las Piedras en Canelones.

## Discografía

### Álbumes
- 1961: El Varón del Tango
- 1962: Canta Folklore
- 1962: El Tango lo siento así
- 1963: Reciedumbre y ternura
- 1963: Con permiso, soy el Tango
- 1964: El firulete

Notas
- Todos los álbumes acompañado por la Orquesta de Leopoldo Federico. Excepto "Canta Folklore" - acompañamiento de guitarras.

### Tangos más populares
- Justo el 31 (1953)
- Bien bohemio (1953)
- Mala suerte (1953)
- ¡Quién hubiera dicho! (1955)
- Padrino Pelao (1955)
- Cambalache (1955)
- Abuelito (1957)
- Seis Años (1960)
- La cumparsita (por que canto así) (1961)
- Rencor (1961)
- María (1962)
- Tarde (1962)
- Mano a mano (1962)
- En esta tarde gris (1963)
- Nada (1963)
- Nunca tuvo novio (1963)
- Qué me van a hablar de amor (1963)
- Milonga triste (1964)
- Guapo y varón (1964)
- El firulete (1964)
- La gayola (1964)

## Televisión
- 1963: Copetín de tangos , show musical con Elena Medrano y figuras invitadas. Se transmitió por Canal 13 a las 21 hs.